# John Purvis
John Purvis (ur. 6 lipca 1938 w St Andrews, zm. 20 marca 2022) – brytyjski i szkocki polityk oraz finansista, deputowany do Parlamentu Europejskiego trzech kadencji.

## Życiorys
Absolwent University of St Andrews w zakresie filozofii i ekonomii politycznej. W latach 60. związany zawodowo z bankiem First National City Bank, pracował w Londynie, Nowym Jorku i Mediolanie. Później zajmował stanowiska skarbnika, dyrektora zarządzającego i prezesa w spółkach z ograniczoną odpowiedzialnością. W 1986 został partnerem we własnym przedsiębiorstwie.
Zaangażował się w działalność Szkockiej Partii Konserwatywnej i Unionistycznej (szkockich torysów). Był przewodniczącym komisji spraw gospodarczych (1986–1997) i wiceprzewodniczącym partii (1988–1990).
W latach 1979–1984 z ramienia szkockich konserwatystów i unionistów po raz pierwszy sprawował mandat posła do Parlamentu Europejskiego. Był wówczas członkiem Grupy Demokracji Europejskiej. Do Europarlamentu powrócił po piętnastoletniej przerwie w 1999, w 2004 uzyskał reelekcję. W trakcie V i VI kadencji należał do frakcji chadeckiej, pełnił funkcję wiceprzewodniczącego Komisji Gospodarczej i Monetarnej. W PE zasiadał do 2009.